# Кдрево
Кдрево или Кдрово (грч. Άγιος Δημήτριος, Агиос Димитриос) је насељено место у општини Воден у периферији Средишња Македонија, Грчка. Према попису из 2021. године било је 10 становника.
Према бугарском географу и историчару, Василу Канчову, у Кдреву је 1900. године живело 13 Турака. Некада је Кдрево било словенско насеље, чије је становништво пресељено у Месимер. Касније су сеоску земљу од Турака откупили Аромуни из Епира који су се доселили почетком 20. века. На попису из 1920. село је имало 573 житеља Аромуна. Године 1925. иселио се већи број породица у Румунију.